# Самба, Исса
Исса́ Самба́ (фр. Issa Samba; 29 января 1998 года, Дрё, Франция) — мавританский и французский футболист, защитник клуба  «Реймс Сен-Анн» и сборной Мавритании.

## Клубная карьера
Самба начинал заниматься футболом в шесть лет в родном городе, оттуда, транзитом через «Сентр Формасьон Пари» перешёл в академию футбольного клуба «Осер», в которой и тренируется по настоящий момент. По достижении 18-летия подписал с «Осером» свой первый профессиональный контракт.

## Карьера в сборной
Играл в юношеских сборных Франции различных возрастов. Стал чемпионом Европы среди юношей до 17 лет в 2015 году, был запасным игроком, выходил на поле два раза, в поединке против сверстников из Греции и Германии в финале первенства.. Принимал участие в чемпионате мира 2015 года среди юношеских команд.

## Достижения
Международные
- Победитель чемпионата Европы (до 17 лет) (1): 2015